# Kendra Horn

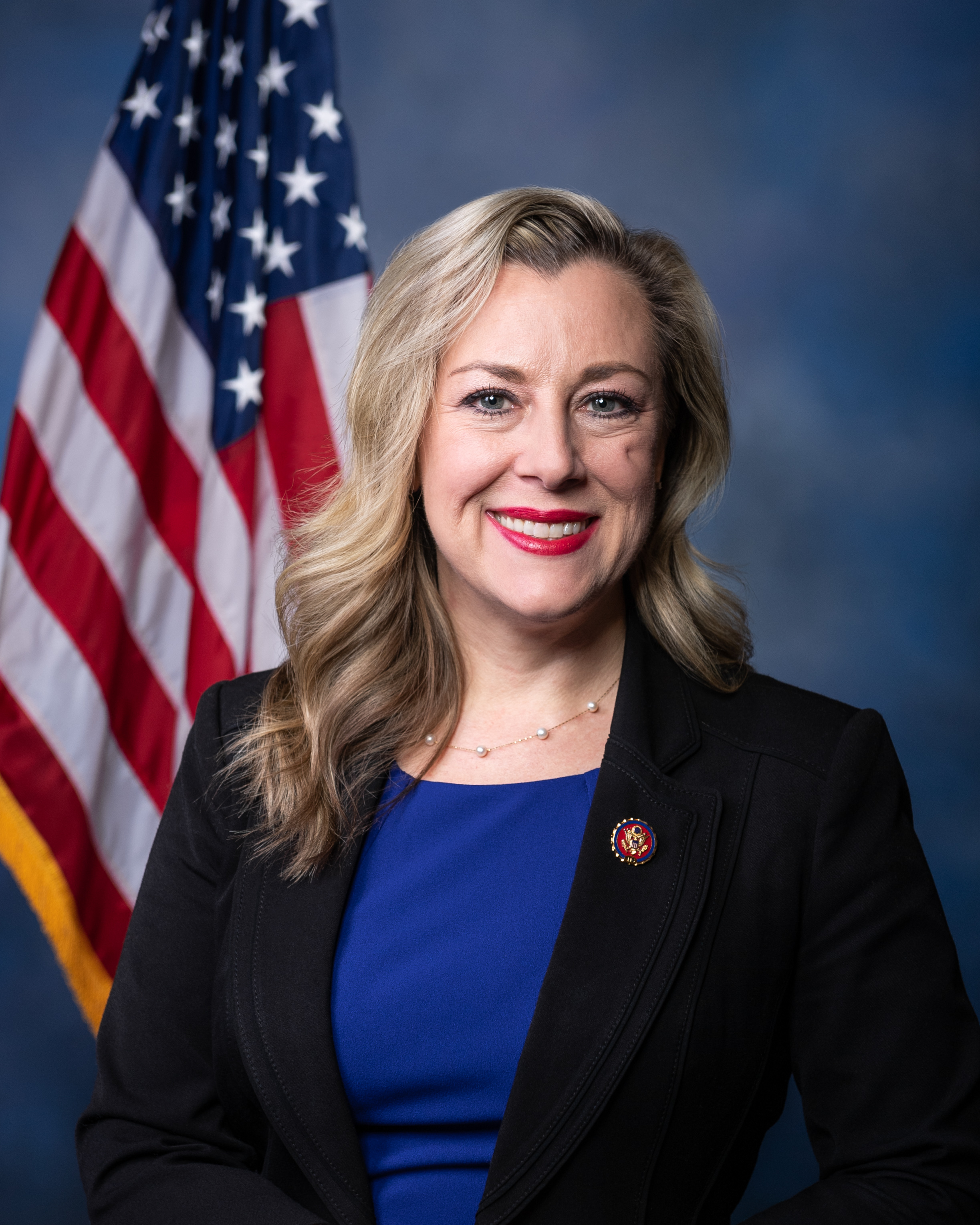
Kendra Horn (2019)

Kendra Suzanne Horn (* 9. Juni 1976 in Chickasha, Oklahoma) ist eine amerikanische Politikerin der Demokratischen Partei. Von 2019 bis 2021 vertrat sie im Repräsentantenhaus der Vereinigten Staaten den 5. Kongresswahlbezirk.

## Leben
Kendra Horn wuchs in Oklahoma auf. Sie erwarb 1998 einen Bachelorgrad in Politik an der University of Tulsa und 2001 einen Juris Doctor der Law School der Southern Methodist University. Kendra Horn studierte auch an der International Space University in Straßburg. Sie arbeitet als Rechtsanwältin und als politische Beraterin. Zwischen 2015 und 2017 war sie Geschäftsführerin zweier Non-Profit-Organisationen, Sally's List und Women lead Oklohoma, die sich für die Kandidatur von Frauen für politische Ämter einsetzten.
Horn stammt aus Chickasha im Grady County und lebt heute in Oklahoma City. Sie ist verheiratet.

## Politik
Von 2004 bis 2005 war Horn als Pressesprecherin für den Kongressabgeordneten Brad Carson tätig. 2014 war sie die Wahlkampfmanagerin des demokratischen Kandidaten für das Amt des Gouverneurs von Oklahoma, Joe Dorman.
Bei den demokratischen Vorwahlen trat Horn im 5. Kongresswahlbezirk Oklahomas gegen fünf andere Kandidaten an und erzielte 44,2 % der Stimmen. Da sie keine 50 % erreicht hatte, wurde in Oklahoma eine Stichwahl nötig, die sie mit 75,8 % gewann. Horns Wahlkampfthemen waren vor allem die Gesundheitsversorgung und Bildung. Der Distrikt galt als sehr republikanisch orientiert und war seit den 1970er Jahren durch einen Republikaner vertreten. Zuletzt hatte John Jarman von 1951 bis 1977 den Wahlbezirk für die Demokraten im Kongress vertreten.
In der allgemeinen Wahl 2018 setzte sie sich mit 50,7 % der Stimmen gegen den Amtsinhaber, den Republikaner Steve Russell, durch, der 49,3 % erhielt. Bei der Wahl 2020 konnte sie ihre republikanische Gegnerin Stephanie Bice nicht besiegen, sie verlor mit 47,9 % der Stimmen.
Nachdem U.S. Senator James Inhofe im Februar 2022 seinen Rücktritt angekündigt hatte, entschloss sich Kendra Horn im März für seine Nachfolge zu kandidieren. Nach den Vorwahlen im August war sie für die Senatswahl im November 2022 gegen den Republikaner Markwayne Mullin gesetzt, unterlag diesem aber deutlich.